# Osobni stečaj
Osobni stečaj, privatni stečaj ili privatni bankrot predstavlja pojednostavljen stečajni postupak za rukovanje stečajem za osobe (pojedinca). Spominje se i kao osobni stečajni postupak. Gotovo svaka zemlja s modernim pravnim sustavom ima određeni oblik mogućnosti smanjenja duga za pojedince. Osobni stečaj razlikuje od stečaja poduzeća.
Osobni stečaj pojedinci službeno proglašavaju pred sudom. Imovina i prihodi stavljaju na raspolaganje stečajnom upravitelju. 
U roku od tri do šest godina (ako se pridržava uputa skrbnika) dužniku se omogućuje prilika za novi početak.
U Hrvatskoj još ne postoji zakon o privatnom stečaju, dok u većini zemalja Europske unije postoji i dio je socijalne politike. 
U Velikoj Britaniji zakonski je omogućen liberalan otpust Britanskim Insolvency Act 1986 (Insolvencijski zakon 1986.), koji je noveliran 2002. godine Zakonom o poduzetništvu (Enterprise Act 2002), dužnici mogu dobiti otpust od preostalih dugova, prijenosom zapljenivih tražbina tijekom razdoblja od godine dana na upravitelja. 
Takav model osobnog bankrota smatra se liberalnijim u odnosu na druge zakone u Europi.

## Vanjske poveznice
- Kako izgleda osobni bankrot?
- Prav ST